# Campo di concentramento di Ahrensbök
Il campo di concentramento di Ahrensbök (in tedesco KZ Ahrensbök) fu uno tra i primi campi di concentramento nazisti in Germania ad Ahrensbök, comune dello Schleswig-Holstein, in Germania. Venne istituito nell'ottobre del 1933 e rimase attivo sino al maggio 1934.

## Storia

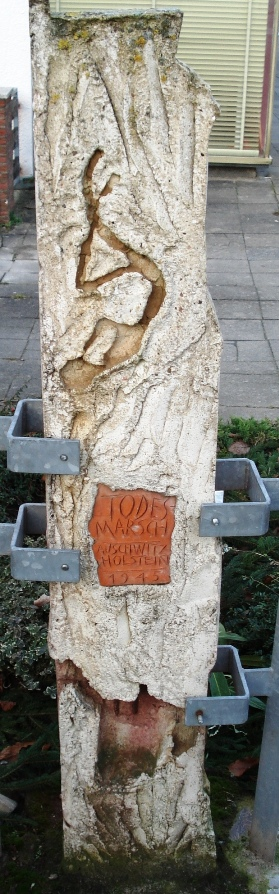
Stele in memoria della marcia della morte ad Ahrensbök

Il campo di concentramento ad Ahrensbök venne istituito dall'ottobre 1933 in una fabbrica abbandonata e risale ai primissimi momenti successivi alla nomina di Hitler a cancelliere il 30 gennaio 1933. Il campo ospitò circa 300 prigionieri che vennero impiegati per la costruzione di strade. Nel dicembre 1933, molti prigionieri vennero trasferiti in un edificio in Plöner Straße nel centro di Ahrensbök. Dopo le elezioni statali del 29 maggio 1932, il Partito Nazionalsocialista Tedesco dei Lavoratori assunse il primo governo unico tedesco nello Stato libero di Oldenburg e nominò il leader delle SA Johann Heinrich Böhmcker presidente del governo della regione di Oldenburg presso Lubecca.
Dalla fine del luglio 1932, 50 membri delle SA vennero nominati poliziotti ausiliari e iniziarono a perseguitare gli oppositori politici del governo nazista. I primi arresti vennero registrati nella regione di Lubecca il 12 gennaio 1933. Il campo di concentramento di Eutin fu tra i primi campi e questi ebbero una breve esistenza poiché, a partire dal 1934, le SS di Heinrich Himmler presero gradualmente sotto il loro controllo tutti i campi di concentramento e ne standardizzarono ampiamente la loro struttura. In seguito i prigionieri vennero trasferiti in campi più grandi e situati in posizioni più centrali. Il campo di concentramento di Ahrensbök venne chiuso il 9 maggio 1934. Le informazioni relative a questi primi momenti sono lacunose e anche il campo nella piccola città di Eutin e quello nella vicina Ahrensbök non fanno eccezione. Quasi tutti i documenti di un campo provenivano dal campo stesso e con la sua chiusura i documenti andavano perduti. Gli stessi ex prigionieri per lungo tempo hanno rimosso la memoria di quei momenti.
La storia del campo di concentramento di Eutin-Ahrensbök dovrebbe iniziare con la fondazione del Servizio Volontario del Lavoro, avvenuta nel 1931. Tra i suoi obiettivi si può individuare un esempio di passaggio tra le istituzioni dell'ultima fase della Repubblica di Weimar e quella del neonato Terzo Reich. Diversi ex detenuti fecero causa allo stato nazista per ottenere un risarcimento, ma con scarso successo. Anche il nome del campo non fu subito chiaramente definito, e venne chiamato anche campo di custodia protettiva, oltre che campo di concentramento. Già dal 6 dicembre 1933 il campo di concentramento smise di essere un luogo di reclusione diventando una scuola, e come campo chiuse definitivamente a Pasqua del 1934. Dopo il breve ricovero di membri delle SS austriache sul sito, nell'aprile del 1936, venne fondata la fabbrica "Genossenschaft Flachsröste GmbH". La fabbrica fu attiva fino al 1956, e nei primi tempi impiegava lavoratori forzati provenienti dai paesi occupati dalla Wehrmacht. Dopo la chiusura dell'impianto di tostatura del lino, l'edificio rischiò di cadere in rovina. Alla fine degli anni novanta del XX secolo è entrato nelle attenzioni di un gruppo di lavoro di Ahrensbök per la storia contemporanea e l'8 maggio 2001 è stato fondato il Memoriale di Ahrensbök.

## Descrizione
Il campo di concentramento di Ahrensbök si trovava nella omonima cittadina dello Schleswig-Holstein, in Germania. Nell'edificio è stato aperto un centro di documentazione (Gedenkstätte Ahrensbök).